# إل جي VS740
إل جي VS740 (بالإنجليزية: LG VS740)‏ هو هاتف ذكي من إل جي أليكترونيكس يعمل بنظام أندرويد، طرح في الأسواق في أبريل 2010.

## الخصائص
- نظام التشغيل: أندرويد
- الكاميرا الخلفية: 3.2 ميجابكسل
- الشاشة: 480 × 800
- المعالج: 600 ميجا هرتز